# توماس تايلور (سياسي)
توماس تايلور هو سياسي كندي، ولد في 4 فبراير 1865، وتوفي في 26 أبريل 1947.